# Ángel Camblor
Ángel Camblor (1899-1969), capitán del Ejército Nacional de Uruguay. Fue el diseñador de la Bandera de la Hispanidad que representa a todos los países hispanos.

## Biografía
Ángel Camblor fue capitán del Ejército Nacional de Uruguay. Sus padres eran de origen asturiano.
En 1932 ganó un concurso continental organizado por la poetisa uruguaya Juana de Ibarbourou con el objeto de dotar de una bandera a la Hispanidad. 
En 1935 publicó el libro «La bandera de la raza símbolo de las Américas en el cielo de Buenos Aires» (editorial Unión Hispanamericana, Montevideo), donde explicaba pormenorizadamente los detalles del diseño, los motivos para elegir los símbolos y la acogida que tuvo la bandera por parte de los distintos gobiernos. En los capítulos referidos a la acogida de la nueva enseña hizo una selección de artículos de prensa e incluyó fotografías de diversos actos públicos donde se enarboló, así como una recopilación de sellos conmemorativos relacionados con ella. En su libró señaló como valores representativos de los hispanos la "Justicia, Unión, Paz, Fraternidad", que se convirtieron en el lema que acompaña a la bandera desde su creación. Para Camblor la raza hispánica «está compuesta por levadura de indios y españoles; de hombres y mujeres venidos más tarde de todas las regiones de la tierra. Es la raza espiritual, sociológica: más del alma que de los huesos».
El subtítulo que acompañaba al libro era: Breve exposición por el creador de la Bandera y notas de la prensa argentina, con motivo del izamiento de la Enseña común, en la Rural de Palermo, el 12 de octubre de 1933. Contribución a la historia y a la propagación del ideal.